# روب جونسون (لاعب كرة قاعدة)
روب جونسون (بالإنجليزية: Rob Johnson)‏ (و. 1982  م) هو لاعب كرة قاعدة، من الولايات المتحدة، ولد في أناكوندا، مونتانا، يلعب كملتقط.

## روابط خارجية
- روب جونسون على موقع دوري كرة القاعدة الرئيسي (الإنجليزية)
- روب جونسون على موقعبيزبول رفرنس.كوم (الدوري الرئيسي) (الإنجليزية)
- روب جونسون على موقعبيزبول رفرنس.كوم (الدوري الثانوي) (الإنجليزية)
- روب جونسون على موقع إي إس بي إن.كوم (أم.أل.بي) (الإنجليزية)
- روب جونسون على موقع مشجعي الرسوم البيانية (الإنجليزية)